# Regulering van kunstmatige intelligentie
De regulering van kunstmatige intelligentie is de ontwikkeling van overheidsbeleid en wetten voor het bevorderen en reguleren van kunstmatige intelligentie (KI), als onderdeel van een bredere regulering van algoritmen, die onder meer ook het machinaal leren, de blockchain en de flitshandel zou betreffen. Het regelgevings- en beleidslandschap voor KI is een opkomend onderwerp in rechtsgebieden wereldwijd, zowel in de Europese Unie (die wetgevende bevoegdheid heeft), het Verenigd Koninkrijk, China en de Verenigde Staten, als in internationale organisaties zoals de IEEE, OESO. 

## Achtergrond

### Richtlijnen en adviezen
Sinds 2016 is er een hele reeks KI-ethische richtlijnen gepubliceerd om sociale controle over de technologie te behouden. Voorbeeld zijn de UNESCO-richtlijn uit 2021, en de Europese, meertalige Ethische richtsnoeren voor betrouwbare KI.
Het Europees Economisch en Sociaal Comité (EESC) drong, in een reactie op het Witboek van de Commissie, aan op “EU-wetgeving die veilige grenzen stelt aan risicovolle toepassingen”.
Van bedrijven en organisaties die KI implementeren wordt verwacht een centrale rol te spelen in het creëren en inzetten van betrouwbare kunstmatige intelligentie, en verantwoordelijkheid te nemen om de risico's te beperken. Ook toetsingscommissies voor KI kunnen worden gezien als maatschappelijk middel voor de risicobeheersing van KI. Een ander voorstel is de eis tot transparantie in de wetgeving verankeren.

### Peilingen en opinies
Uit een peiling van Ipsos in mei 2019 bleek bijna de helft (48%) van de ruim 20.000 ondervraagden in 27 landen het gebruik van KI door privé-bedrijven strenger gereguleerd wil zien, terwijl 40% hetzelfde vindt over het gebruik van KI door de overheid. Toch wil wereldwijd slechts één op de vijf (19%) KI helemaal verbieden; 48% wil dat niet, en 33% spreekt zich niet uit.
In 2017 pleitte Elon Musk voor regulering van KI, vanwege “existentiële risico’s: “KI vraagt om proactief overheidsingrijpen uit voorzorg – tegen de tijd dat we reactief optreden, zal het te laat zijn.” In de VS publiceerde het Witte Huis in oktober 2022 “Blueprint for an AI Bill of Rights”, een niet-bindend kader voor de mensenrechten in relatie tot KI-systemen.  

## Organisaties
Na afloop van de Groep van Zeven in 2018 werd op voorstel van Frankrijk en Canada in het kader van de Organisatie voor Economische Samenwerking en Ontwikkeling (OESO) op 15 juni 2020 een Global Partnership on Artificial Intelligence opgericht, waartoe 29 landen toetraden, met de UNESCO als waarnemer. De OESO zelf publiceerde in 2019 een reeks “Principes over KI”.
De Raad van Europa werkt aan een Kaderverdrag inzake kunstmatige intelligentie en mensenrechten, democratie en de rechtsstaat.
Daarnaast brengen privé-organisaties adviezen uit inzake de regulering van KI. 

## Wetgeving

### Soft law en hard law
Voor de regulering van KI werden zowel soft law (richtsnoeren, zelfregulering) als “hard law” (afdwingbare wetgeving) voorgesteld, beide met voor- en nadelen. Voorstanders van soft law wezen op het specifiek internationale karakter van KI, in tegenstelling tot opkomende technologieën zoals autonome voertuigen of drones, die effectief op nationaal niveau kunnen gereguleerd worden via wetgeving en relevante nationale toezichthouders. Ook creatieve toepassingen van intellectueel eigendomsrecht werd voorgesteld.
Vanaf 2016 werd de wettelijke regulering van KI volop een regeringszaak in de Verenigde Staten en in andere landen, evenals in de Europese Unie. Anno 2019 hadden minstens 25 landen hun visie op KI-ontwikkeling uitgewerkt in een officieel rapport.
Volgens de “AI Index” van de Stanford-universiteit is het jaarlijkse aantal KI-gerelateerde wetten in de 127 onderzochte landen spectaculair gestegen: van één in 2016 naar 37 alleen al in 2022.

### Europese Unie
Vanaf 2018 werkte de Europese Commissie aan de opstelling van richtsnoeren en regelgeving inzake KI, die uiteindelijk vorm kregen in de ontwerpen voor een Verordening Kunstmatige Intelligentie, die in werking trad op 1 augustus 2024, met overgangsbepalingen tot 2 augustus 2027.

### Verenigde Staten
In 2016 werd onder de regering-Obama "Preparing for the Future of Artificial Intelligence" gepubliceerd, het eerste VS-overheidsrapport rond regeringsbeleid inzake KI. Op 4 oktober 2022 werd onder de regering-Biden een nieuwe AI Bill of Rights gepubliceerd, een leidraad voor KI-ontwikkeling, met vijf waarborgen voor Amerikaanse burgers in het AI-tijdperk: 1. Veilige en effectieve systemen, 2. Bescherming tegen algoritmische discriminatie, 3. Privacy van gegevens, 4. Kennisgeving en uitleg, en 5. Menselijke alternatieven, overwegingen en terugval. Op 30 oktober 2023 ondertekende president Biden de Executive Order on Safe, Secure, and Trustworthy Development and Use of Artificial Intelligence, een omvattend presidentieel besluit (#14110) dat de beleidsdoelen van de regering met betrekking tot kunstmatige intelligentie (AI) vastlegt, en de overheidsadministratie oplegt om acties te ondernemen in overeenstemming met deze doelen.
Op 23 juli 2025 vaardigde president Trump met Executive order Removing Barriers to American Leadership in AI een afwijkend beleidsplan uit, “Winning the AI Race: America’s AI Action Plan”. Daarin trok Trump een aantal orders van Biden in die hij ervaarde als belemmeringen op gebied van kunstmatige intelligentie, en gaf hij aan dat politieke vooroordelen of sociale agenda's niet in AI horen. Volgens sommigen positioneerde de VS AI-technologie daarmee expliciet als geopolitiek instrument.

### China
Het Chinese beleid inzake KI kwam in 2017 op stoom met het New Generation of Artificial Intelligence Development Plan van de Chinese regering voor de periode 2015-2030. De regulering van KI zorgt voor staatscontrole over Chinese bedrijven en over waardevolle gegevens, waaronder de opslag van gegevens over Chinese gebruikers in het land en het verplichte gebruik van de nationale normen voor KI, inclusief over big data, cloud computing en industriële software. In 2021 publiceerde China ethische richtlijnen voor het gebruik van KI in China: onderzoekers moeten ervoor zorgen dat KI zich houdt aan gedeelde menselijke waarden, altijd onder menselijke controle staat en de openbare veiligheid niet in gevaar brengt. In 2023 introduceerde China Interim Measures for the Management of Generative AI Services.

### Andere landen
In een toenemend aantal landen is in de periode 2016-2023 wetgeving van kracht geworden rond KI. Stanfords AI-Index telde in die periode 23 nieuwe initiatieven in de Verenigde Staten, 70 in landen van de Europese Unie, 8 in het Verenigd Koninkrijk, 16 in Azië, 10 in Rusland en 3 in Latijns-Amerika.
Op 10 december 2024 keurde de Braziliaanse Senaat wetsvoorstel 2338/2023 goed om een nationaal regelgevend kader in te stellen voor de ontwikkeling, het gebruik en het bestuur van AI-systemen in Brazilië.